# Thiazolidine
La thiazolidine est un composé organique hétérocyclique comprenant un groupe thioéther et un groupe amine en position 1 et 3 respectivement. Il s'agit d'un analogue soufré de l'oxazolidine. Elle se présente sous la forme d'un liquide inflammable dont l'importance industrielle en tant que substance pure demeure limitée mais dont le noyau intervient dans la structure d'un grand nombre de composés organiques et de produits pharmaceutiques. On retrouve partiellement la thiazolidine dans les pénicillines ainsi que dans des antidiabétiques tels que la rosiglitazone et la pioglitazone.
Les thiazolidines peuvent être produites par condensation entre un thiol et un aldéhyde ou une cétone. Cette réaction est réversible, de sorte que de nombreuses thiazolidines peuvent être hydrolysées en solution aqueuse en redonnant le thiol et l'aldéhyde ou la cétone à partir desquels elles ont été formées.